# Herbert Mirbeth
Herbert Mirbeth (* 6. Juni 1948 in Hemau) ist ein deutscher Politiker (CSU). Er war vom 1. Mai 2002 bis 30. April 2014 Landrat des Landkreises Regensburg.

## Leben
Mirbeth besuchte die Realschule und machte eine Ausbildung zum Dipl.-Verwaltungswirt. Er war Leiter des Kommunalreferats beim Landratsamt Regensburg und Herausgeber der Wochenzeitung Tangrintler Nachrichten.
1971 trat Mirbeth in die CSU ein. 1972 wurde er zum bis dahin jüngsten Stadtrat seiner Heimatgemeinde Hemau gewählt. 1979 übernahm der den Vorsitz des CSU-Ortsverbands Hemau, von 1999 bis 2009 war er auch Kreisvorsitzender der CSU Regensburg/Land.
Von 1990 bis 1994 war Mirbeth Bürgermeister der Stadt Hemau. 1994 und 1998 wurde er im Stimmkreis Regensburg-Land-West direkt gewählt und zog so in den Bayerischen Landtag ein. Ab 1996 vertrat er die CSU auch im Regensburger Kreistag.
Am 30. April 2002 schied er vorzeitig aus dem Landtag aus, nachdem er als Nachfolger von Rupert Schmid zum neuen Landrat des Landkreises Regensburg gewählt wurde. Bei den Kommunalwahlen in Bayern 2008 wurde er für weitere sechs Jahre im Amt bestätigt. Bei den Kommunalwahlen in Bayern 2014 konnte Mirbeth aus Altersgründen nicht mehr für das Amt des Landrates kandidieren. Seine Nachfolgerin wurde Tanja Schweiger.
Seit 20. Dezember 2018 ist er Ehrenbürger und Altbürgermeister seiner Heimatgemeinde Hemau.